# Biltmore-Konferenz
Die Biltmore-Konferenz fand vom 9. Mai bis 11. Mai 1942 in New York City im US-Bundesstaat New York im Biltmore Hotel statt. Die Konferenz war als außerordentlicher Zionistenkongress angesagt, da in diesem Jahr aufgrund des Zweiten Weltkriegs kein Zionistenkongress stattfinden konnte. Der Kongress verabschiedete das Biltmore-Programm.

## Ablauf der Konferenz
Hauptsächlich ging es dabei um die Forderung nach einer Öffnung Palästinas für die Flüchtlinge aus dem von den Nationalsozialisten besetzten Europa. In diesem Sinne wurde gegen die Vorbehalte von Chaim Weizmann das Ziel eines Jewish Commonwealth formuliert. Die Konferenz fand unter der Leitung von David Ben-Gurion statt und beschloss, dass das von Großbritannien kontrollierte Palästina jüdischer Besitz werden sollte. Junge Zionisten meist polnischer Herkunft um den Histadrut-Funktionär Ben-Gurion verdrängten dabei die ältere Generation der Zionisten, denen sie zu große Zurückhaltung, Anglophilie und ein bürgerliches Weltbild vorwarfen. Die New Yorker Konferenz machte die Vereinigten Staaten von Amerika an Stelle von Großbritannien zum angestrebten Hauptpartner der zionistischen Bewegung. Einige dadurch alarmierte Angehörige des Liberalen Judentums in den USA gründeten darauf Ende 1942 eine antizionistische Organisation namens The American Council for Judaism. Auch das deutsche Judentum, wenn auch meist in den Zuschauerrängen, als häufige Unterstützer der Gruppe Brit Schalom, brachte sich aktiv ein. Eine der Teilnehmerinnen war die Philosophin Hannah Arendt, die sich in den folgenden Jahren für ein binationales Staatswesen in Palästina, bestehend aus Juden und Arabern, einsetzte.